# Darren Drozdov
Pour les articles homonymes, voir Drozdov.
Darren Drozdov, né le 7 avril 1969 à Mays Landing et mort le 30 juin 2023, est un essayiste, un joueur de football américain et un catcheur américain. Il est connu en tant que catcheur à la World Wrestling Federation (WWF) de 1998 à 1999 sous les noms de ring de Puke et Droz . 
Drozdov est tétraplégique à cause d'une blessure au cou causée par une prise de catch mal exécutée, mais il retrouve l'usage de la partie supérieure de son corps et de ses bras.

## Jeunesse et carrière de footballeur
Darren Drozdov grandit dans le Sud du New Jersey et joue au poste de quaterback dans l'équipe de son lycée. Il fait aussi de l'athlétisme et fait du lancer de poids, de javelot, de disque et court aussi le 110 mètres haies. Après le lycée, il obtient une bourse sportive et continue à jouer au football à l'université du Maryland.
Après l'université, les Jets de New York l'engage comme agent libre en 1993 avant de mettre fin à son contrat le 13 juillet de cette même année,. La même année, il s'engage avec les Broncos de Denver et y joue au poste de nose tackle.
En 1996, il rejoint la Ligue canadienne de football et joue chez les Alouettes de Montréal pendant une saison.

## Carrière de catcheur

### Débuts (1997-1998)
Darren Drozdov s'entraîne pour devenir catcheur auprès de Tom Prichard et commence sa carrière à l'automne 1997. Il lutte brièvement à l'Extreme Championship Wrestling début 1998.

### World Wrestling Federation(1998-1999)
Darren Drozdov signe un contrat avec la World Wrestling Federation (WWF) début 1998. Il apparaît la première fois à la télévision lors du RAW is WAR du 29 mai où il fait équipe avec LOD 200 (Road Warrior Animal et Road Warrior Hawk) et battent The Disciples of Apocalypse (8-Ball, Skull (en) et Chainz). Fin juin, il participe au tournoi Brawl for All et affronte Road Warrior Hawk le 6 juillet,. Cet affrontement se termine sur une égalité. Au cours de ce combat, Hawk se blesse et Drozdov se qualifie pour le second tour. Le 10 août, il élimine Savio Vega aux points pour aller en demi-finale ; il blesse d'ailleurs son adversaire,. Il se fait éliminer une semaine plus tard par Bradshaw. 

## Récompenses des magazines
- Pro Wrestling Illustrated
  - 3e Rookie de l'année 1998[14]

| Année | 1998 | 1999 |
| ----- | ---- | ---- |
| Rang  | 179  | 142  |